# Ролкан
Rolkan Investments Ltd — российская авиакомпания, попавшая в сводки мировых новостей в связи с арестом российских летчиков в Таджикистане и последующем за ним дипломатическим скандалом между Россией и Таджикистаном.
Зарегистрирована в офшорной зоне, на Виргинских островах.
Руководитель компании — Сергей Полуянов.
Компания выполняла полеты в Афганистане по заказу компании Supreme Food — самолеты перевозили продукты и гуманитарную помощь для правительства Афганистана. Также компания сдавала самолеты другой авиакомпании, Aerospace Consortium, и имела конфликт по поводу аренды с кабульским аэропортом.